# Rhammura longiseta
Rhammura longiseta är en stekelart som först beskrevs av Szepligeti 1905.  Rhammura longiseta ingår i släktet Rhammura och familjen bracksteklar. Inga underarter finns listade i Catalogue of Life.